# THE BLUE HEARTS
THE BLUE HEARTS（日語：ザ・ブルーハーツ）是一支日本龐克搖滾樂團，活躍於1980年代後期至1990年代前期。樂團於1985年組成，1987年以單曲リンダリンダ（LINDA LINDA）正式出道，1995年解散。雖然已經解散多年，但最近幾年，日本的廣告、連續劇和電影裡仍然常常使用他們的歌曲。日本HMV將他們選為日本音樂界史上最具影響力的百名歌手第19名 。

## 團員
- 甲本ヒロト（主唱，口琴，吉他）

暱稱ヒロト（HIROTO），歌聲低且大聲。口琴是自學的，也會彈吉他。樂團上電視節目訪談時，通常由甲本回答。說話有家鄉岡山縣的口音。
- 真島昌利（主唱，合音，吉他）

暱稱マーシー（MASHI），歌聲沙啞。樂團歌曲的創作，真島和甲本一人佔了一半的份量。
- 河口純之助（合音，貝斯）

暱稱河ちゃん（KAWACHAN），本名河口宏之。和真島一起擔任合音的工作，負責高音部。
- 梶原徹也（鼓手）

暱稱梶君（KAJIKUN），出道時的髮型是龐克頭，表演後期飽受腰傷之苦。

### 已離開的團員
- 望月正水（生年月日不明）：貝斯手

暱稱マサミ（MASAMI），為一開始組團的成員。常常會有人以為THE BLUE HEARTS名曲僕の右手的主角是望月，其實是另外一個MASAMI。
- 英竜介（生年月日不明）：鼓手

暱稱リュースケ（Ryusuke），和望月一樣都是組團時的成員，離團後，有一段時間擔任中村あゆみ伴奏樂團的鼓手。英竜介參與了THE BLUE HEARTS歌曲1985的錄音，收錄在精選輯《SUPER BEST》裡。
- 山川のりを（1965年11月11日－）：貝斯手

暱稱のりを（NORIWO），參加過的樂團包括GREAT RICHIES、DEEP&BITES、THE COATS。望月離團後，加入了兩個月。離團後，和忌野清志郎 、大島賢治、中曽根章友組成樂團23s。
- 佐藤シンイチロウ（1964年8月16日－）：鼓手

參加過THE POGO、KENZI&THE TRIPS，現在擔任the pillows、The PEES的鼓手。英竜介離團後到梶原正式加入的這段時間，擔任客座鼓手（錄音收錄在合集《JUST A BEAT SHOW》）。

### 客座支援樂手
- 白井幹夫（鍵盤）

## 簡史
- 1985年

1月5日（一說是1984年12月24日），真島的樂團「THE BREAKERS」剛解散，甲本的樂團「THE COATS」同時期解散，真島於是向甲本提出組團的想法。
2月，甲本和真島為中心組成樂團，當時的成員為Vo.甲本ヒロト G.真島昌利 B.望月正水 Dr.英竜介。
4月3日，在「新宿LOFT」第一次LIVE表演，門票加飲料價格為日幣1000元。
6月，望月離團，尋找正式團員期間，由身兼多團貝斯手的山川のりを入替。
8月17日 原本是樂團經理人的河口純之助在澁谷屋根裡正式加入。
12月24日在「都立家政SUPER LOFT」（已經結束營業），第一次ONE-MAN LIVE，名為「世界一のクリスマス」（世界第一的聖誕節），256人參加，演唱了21首歌。
- 1986年

3月20日，參加「ATOMIC CAFE音樂季」，是當時參予表演的樂團中唯一不是職業的樂團。
3月21日 目黒鹿鳴館「Bright Lights Beat City」結束後，英竜介離團。
4月2日 梶原在澁谷屋根裡正式加入。
5月19日　第一次在電視上表演。（東京電視台的「スーパーマガジン・すばらしき人生」）
6月9日 在目黒鹿鳴館第二次ONE-MAN LIVE，名為「人にやさしく」（待人和善），489人參加。除了1985外，表演了24首歌。
- 1987年

1月 「HAMMER TOUR」開始。
2月25日，獨立製作的單曲人にやさしく／ハンマー（待人和善／HAMMER）發行。
5月1日，以單曲リンダ リンダ／僕はここに立っているよ（LINDA LINDA／我站在這裡）正式出道。
7月4日，在日比谷野外音樂堂表演，門票當日銷售一空，3382人參加。
10月1日，第一次全日本巡演「ドブネズミツアー」（溝鼠巡迴），共40場。
- 1989年

8月16日、第一次海外巡演「PORTLAND TOUR'89」。
9月，換東家到EAST WEST JAPAN。
- 1993年

10月25日，第17枚目張單曲夕暮れ（黃昏）發行，樂團的最後一張單曲。
- 1994年

8月13日，在日本長野縣科野裡歷史公園「あんずの裡ロックフェスティバル」最後一場LIVE演出。
- 1995年

甲本和真島離開原來的經紀公司，成立「HAPPY SONG」。
6月1日，在日本NHK-FM音楽節目「ミュージックスクエア」（音樂廣場）宣佈解散（5月17日上節目錄音）。
7月10日，最後一張專輯《PAN》發行

## 音樂作品

### 單曲
- 待人和善（人にやさしく，1987年2月25日）獨立製作發行
- LINDA LINDA（リンダ リンダ，1987年5月1日）Meldac發行
- 想親吻（キスしてほしい，1987年11月21日）Meldac發行
- Blue Hearts的主題曲（ブルーハーツのテーマ，1988年7月1日）獨立製作發行
- TRAIN-TRAIN（1988年11月23日）Meldac發行
- LOVE LETTER（ラブレター，1989年2月21日）Meldac發行
- 青空（1989年6月21日）Meldac發行
- 情熱的薔薇（情熱の薔薇，1990年7月25日）EAST WEST JAPAN發行
- 來自絞首台（首つり台から，1991年4月10日）EAST WEST JAPAN發行
- TOUCH那個女孩（あの娘にタッチ，1991年11月28日）EAST WEST JAPAN發行
- TOO MUCH PAIN（1992年3月10日）EAST WEST JAPAN發行
- 夢（1992年10月25日）EAST WEST JAPAN發行
- 旅人（1993年2月25日）EAST WEST JAPAN發行
- 1000的Violin（1000のバイオリン，1993年5月25日）EAST WEST JAPAN發行
- PARTY（パーティー，1993年8月25日）EAST WEST JAPAN發行
- 黃昏（夕暮れ，1993年10月25日）EAST WEST JAPAN發行

### 專輯
- THE BLUE HEARTS（1987年5月21日）Meldac發行
- YOUNG AND PRETTY（1987年11月21日）Meldac發行
- TRAIN-TRAIN（1988年11月23日）Meldac發行
- BUST WASTE HIP（1990年9月10日）EAST WEST JAPAN發行
- HIGH KICKS（1991年12月21日）EAST WEST JAPAN發行
- STICK OUT（1993年2月10日）EAST WEST JAPAN發行
- DUG OUT（1993年7月10日）EAST WEST JAPAN發行
- PAN（1995年7月10日）EAST WEST JAPAN發行

### 精選輯
- MEET THE BLUE HEARTS 〜BEST COLLECTION IN USA〜（1995年1月1日）Meldac發行
- EAST WEST SIDE STORY（1995年9月25日）EAST WEST JAPAN發行

EAST WEST JAPAN時期精選
- SUPER BEST（1995年10月16日）Meldac發行

Meldac時期精選
- THE BLUE HEARTS BOX（1999年1月1日）Meldac發行

Meldac時期三張專輯BOX 
- Singles 1990－1993（1999年11月25日）日本華納唱片發行

單曲集

### 現場專輯
- LIVE ALL SOLD OUT（1996年1月1日）EAST WEST JAPAN發行
- 野音 Live on' 94 6.18/19（1997年11月25日）EAST WEST JAPAN發行

### 合輯
- JUST A BEAT SHOW 1986.3.8 YANEURA（1986年5月）獨立製作發行

### 混音專輯
- THE BLUE HEARTS KING OF MIX（1994年5月25日）EAST WEST JAPAN發行

### 致敬專輯
- THE BLUE HEARTS TRIBUTE（2002年4月25日）LASTRUM發行
- THE BLUE HEARTS 2002 TRIBUTE（2002年8月28日）日本環球唱片發行
- THE BLUE HEARTS SUPER TRIBUTE（2003年4月2日）NIPPON CROWN發行
- THE BLUE HEARTS TRIBUTE 2005 EDITION（2005年7月20日）日本環球唱片發行

### 錄影帶
- THE BLUE HEARTS（1987年3月21日）Meldac發行
- THE BLUE HEARTS LIVE! 〜1987.7.4日比谷野外音樂堂〜（1987年9月1日）Meldac發行
- TOUR'88 PRETTY PINEAPPLE SPECIAL 〜2月12日 日本武道館〜（1988年6月21日）Meldac發行
- ブルーハーツのビデオ VIDEO CLIP 1987-1989（1990年1月1日）Meldac發行
- 全日本EAST WASTE TOUR '91（1991年9月10日）EAST WEST JAPAN發行
- ENDLESS DREAMS 〜THE BLUE HEARTS MEET THE MUTOID〜（1993年7月10日）EAST WEST JAPAN發行
- ブルーハーツのビデオ2 VIDEO CLIP 1990-1993（1993年11月10日）EAST WEST JAPAN發行
- ザ・ブルーハーツ凸凹珍道中（1995年7月10日）EAST WEST JAPAN發行
- ブルーハーツが聴こえない〜HISTORY OF THE BLUE HEARTS（1996年2月7日）Meldac發行

### DVD
- 全日本EAST WASTE TOUR '91（2002年4月24日）EAST WEST JAPAN發行
- ブルーハーツのビデオ2 VIDEO CLIP 1990-1993（2002年4月24日）EAST WEST JAPAN發行
- ザ・ブルーハーツ凸凹珍道中（2002年4月24日）EAST WEST JAPAN發行
- ブルーハーツのビデオ＋幻のビデオ復刻版（2004年5月26日）Meldac發行
  - 收錄錄影帶『THE BLUE HEARTS』和『ブルーハーツのビデオ VIDEO CLIP 1987-1989』
- THE BLUE HEARTS LIVE!（2004年5月26日）Meldac發行
  - 收錄錄影帶『THE BLUE HEARTS LIVE!』和『TOUR'88 PRETTY PINEAPPLE SPECIAL』
- ブルーハーツが聴こえない HISTORY OF THE BLUE HEARTS（2004年5月26日）Meldac發行
  - 和錄影帶版本有些不同

## 関連項目
- THE HIGH-LOWS